# Regeringen Boström II
 Der er for få eller ingen kildehenvisninger i denne artikel, hvilket er et problem. Du kan hjælpe ved at angive troværdige kilder til de påstande, som fremføres i artiklen.

Regeringen Boström II var Sveriges Regering fra 1902 til 1905. Ministeriet var udnævnt af kong Oscar 2. af Sverige.
Regeringen var en embedsmandsregering. Statsministeren og landbrugsministeren havde ganske vist tilsluttet sig det protektionistiske parti, men de andre ministre var partiløse.

## Statsminister
- Erik Gustaf Boström, Protektionistiska parti

## Andre ministre

### Udenrigsministre
- Alfred Lagerheim (1899–1904), partiløs.
- Johan Ramstedt (december 1904), partiløs. (Statsminister april – august 1905.)
- August Gyldenstolpe (1904–1905), partiløs

### Justitsministre
- Ossian Berger (1902–1905), partiløs, tilsluttede sig det moderate parti i 1907, liberal løsgænger fra 1912.

### Søforsvarsministre
- Louis Palander (1901–1905), partiløs.

### Konsultative statsråd
- Johan Ramstedt, partiløs.